# Diplodus cervinus omanensis
Diplodus cervinus omanensis is een ondersoort van de straalvinnige vissen uit de familie van de zeebrasems (Sparidae). De wetenschappelijke naam van de soort is voor het eerst geldig gepubliceerd in 1984 door Bauchot & Bianchi.